# Daniel Fuchs (football)
 (mai 2008).
Si vous disposez d'ouvrages ou d'articles de référence ou si vous connaissez des sites web de qualité traitant du thème abordé ici, merci de compléter l'article en donnant les références utiles à sa vérifiabilité et en les liant à la section « Notes et références ».
Pour les articles homonymes, voir Daniel Fuchs.
Daniel Fuchs est un footballeur français né le 31 juillet 1951 à Colmar (Haut-Rhin). Il a joué comme avant-centre, entre autres au FC Metz et au Troyes AF. 1,76 m pour 74 kg.

## Carrière

### Joueur
- FC Saint-Louis Neuweg
- 1971-1972 : FC Metz 4 matchs
- 1972-1973 : FC Metz 11 matchs
- 1973-1974 : USG Boulogne
- 1974-1975 : Panathinaikos
- 1975-1977 : USG Boulogne
- 1977-1978 : Troyes AF
- 1978-1979 : RC Lens
- 1979-1983 : Olympique d'Alès

### Entraîneur
- 1994-1995: Calais RUFC
- Au moins pendant les saisons 1998-1999 et 1999-2000: Le Touquet AC[1],[2]